# 6155 Yokosugano
6155 Yokosugano eller 1990 VY2 är en asteroid i huvudbältet som upptäcktes den 11 november 1990 av de båda japanska astronomerna Toshiro Nomura och Kōyō Kawanishi vid Minami-Oda-observatoriet. Den är uppkallad efter den japanske astronomen Matsuo Sugano fru, Yōko Sugano.
Asteroiden har en diameter på ungefär 5 kilometer.